# São Félix de Minas
São Félix de Minas este un oraș în Minas Gerais (MG), Brazilia.